# يوربان جاكوب راسموس بوريسن
يوربان جاكوب راسموس بوريسن (بالنرويجية البوكمول: Jacob Børresen)‏ هو شخصية أعمال نرويجي، ولد في 2 يونيو 1857، وتوفي في 18 يناير 1943.